# Barbus prespensis
Briána (Barbus prespensis) là một loài cá vây tia trong họ Cyprinidae.
Nó được tìm thấy ở Albania, Hy Lạp, và Cộng hòa Macedonia.
Các môi trường sống tự nhiên của chúng là sông có nước theo mùa và hồ nước ngọt.
Nó bị đe dọa do mất môi trường sống.